# Pong (консоль)
Pong — серія гральних консолей виробництва Atari, яка випускалася від 1975 до 1977 року. Продавалися під марками Atari та Sears Tele-Games.

## Історія
1973 року інженер Atari Гарольд Лі запропонував створити домашню версію ігрового автомата Pong. Розробку консолі під кодовою назвою Darlene розпочали на початку 1974 року троє конструкторів: Гарольд Лі, Алан Алкорн та Бобом Брауном — і наприкінці року консоль було створено. Однак, через падіння попиту на Magnavox Odyssey продавці не хотіли поширювати консоль Atari. Зрештою було підписано договір із Sears на постачання 150 тисяч консолей до Різдва 1975 року для продажу під маркою Tele-Games, що належала Sears. Продажі були високими (в деяких магазинах покупці стояли в чергах по кілька годин), і 1976 року Atari виходить на ринок під власною торговою маркою. За два роки (1976—1977) Atari створює і випускає кілька модифікацій консолі, як під власною маркою, так і під маркою Sears. Крім того, компанія починає виробляти консолі інших типів — перегонові та пінбольні. Випуск усіх цих ігрових систем припинено наприкінці 1977 року, коли Atari представила консоль другого покоління — Atari 2600.

## Характеристики
В основі ігрової консолі Pong лежить один (рідше — два) чип, який обробляє графіку та звук, приймає та розшифровує сигнали, які надходять від контролерів, а також відповідає за дії віртуального опонента у грі людини проти консолі (в тих модифікацій, які підтримували такий режим).
Керування здійснюється за допомогою контролерів типу падл. Контролери, залежно від модифікації, можуть бути жорстко закріплені на корпусі консоль або бути приєднаними кабелем. Крім того, іноді використовували гібридний спосіб кріплення — на корпусі є спеціальні посадкові місця під контролери, але самі контролери — з кабелями. Існують модифікації як з двома, так і з чотирма контролерами, при цьому в останньому випадку два можна від'єднувати.
До телевізора консоль приєднується через стандартний антенний роз'єм.

## Модифікації

### Модифікації, випущені під маркою Atari
| Назва                | Ігри | Гравці | Рік випуску          | Чип                | Особливості |
| -------------------- | ---- | ------ | -------------------- | ------------------ | ----------- |
| Pong                 | 1    | 2      | 1976                 | 3659-1C/C2566      | Чорно-біла  |
| Pong Doubles         | 1    | 4      | у продаж не надійшла | 3659-3             | Чорно-біла  |
| Super Pong           | 4    | 2      | 1976                 | C010073-01         | Чорно-біла  |
| Super Pong 10        | 10   | 4      | 1976                 | C010073-01 / C2607 | Чорно-біла  |
| Super Pong Pro-AM    | 4    | 2      | 1977                 |                    | Кольорова   |
| Super Pong Pro-AM 10 | 10   | 4      | 1977                 |                    | Кольорова   |
| Ultra Pong           | 16   | 2      | 1977                 | C010765            | Кольорова   |
| Ultra Pong Doubles   | 16   | 4      | 1977                 | C010765            | Кольорова   |

### Модифікації, випущені під маркою Tele-Games
| Назва             | Ігри | Гравці | Рік випуску | Чип               | Особливості                                             |
| ----------------- | ---- | ------ | ----------- | ----------------- | ------------------------------------------------------- |
| Pong              | 1    | 2      | 1975        | 3659-1C/C2566     | Аналог Atari Pong                                       |
| Pong IV           | 1    | 4      | 1976        | 3659-3            | Аналог Atari Pong Doubles                               |
| Super Pong        | 4    | 2      | 1976        | C010073-01        | Аналог Atari Super Pong                                 |
| Super Pong IV     | 4    | 4      | 1976        |                   |                                                         |
| Hockey Pong       | 4    | 5      | 1976        |                   |                                                         |
| Speedway          | 4    | 2      | 1976        | F4301             |                                                         |
| Speedway IV       | 4    | 4      | 1976        | F4301             |                                                         |
| Super Pong IV     | 10   | 4      | 1977        |                   | Аналог Atari Super Pong Pro-AM 10                       |
| Pong Sports II    | 16   | 2      | 1977        | C010765           | Аналог Atari Ultra Pong                                 |
| Pong Sports IV    | 16   | 4      | 1977        | C010765           | Аналог Atari Ultra Pong Doubles                         |
| Hockey-Tennis II  | 4    | 2      | 1977        |                   |                                                         |
| Hockey-Tennis III | 4    | 2      | 1977        |                   |                                                         |
| Motocross         | 16   | 4      | 1977        | AY-3-8760/C010765 | Аналог Atari Stunt Cycle, але з додатковими Pong-іграми |